# NGC 5610
NGC 5610 este o hi (21cm) source⁠(d) situată în constelația Boarul. A fost descoperită în 19 mai 1784 de către William Herschel. Se află la o distanță de 63,1 de megaparseci de Pământ.